# Vicious (Fernsehserie)
Vicious (englisch vicious ‚boshaft‘, ‚gemein‘) ist eine britische Sitcom (Britcom), die erstmals von 2013 bis 2016 auf ITV ausgestrahlt wurde. Sie thematisiert das Leben eines alternden schwulen Paares, das seit mittlerweile fast 50 Jahren zusammen lebt und dessen Beziehung sich im Laufe der Zeit zu einer Art Hassliebe entwickelt hat.

## Handlung
Freddie Thornhill und Stuart Bixby sind seit fast 50 Jahren ein schwules Paar. Als sie sich kennenlernten, war Freddie ein aufstrebender Schauspieler und Stuart arbeitete in einer Bar. Mittlerweile ist Stuart Rentner, während Freddie, der sich immer nur mit kleinen Rollen zufriedengeben musste, weiterhin versucht, als Schauspieler Erfolg zu haben. Sie leben gemeinsam mit ihrem alten Hund Balthazar, der die meiste Zeit schlafend verbringt, in einer Wohnung im Londoner Stadtteil Covent Garden. Im Laufe der Jahre hat sich ihre Beziehung immer mehr zu einer Hassliebe entwickelt; die beiden bedenken sich gegenseitig laufend mit bissigen Kommentaren. Doch wenn es drauf ankommt, stehen sie zueinander. Fester Bestandteil ihres Lebens sind ihre engen Freunde Violet, Penelope und Mason, die sie schon seit Jahrzehnten kennen, sowie ihr neuer Nachbar, der 22-jährige Ash.

## Besetzung
- Ian McKellen als Freddie Thornhill (Synchronsprecher: Jürgen Thormann): Ein Schauspieler, der niemals den großen Durchbruch erlebt hat und sich mit kleinen Rollen begnügen musste, der jedoch so tut, als sei er ein großer Star. Obwohl er gerne gegen seinen Partner stichelt, verbirgt sich unter der Grobheit und Verbitterung doch wahre Liebe.
- Derek Jacobi als Stuart Bixby (Synchronsprecher: Lutz Mackensy): Ehemaliger Manager einer Bar, dessen hochbetagte Mutter Mildred bis zum Ende der ersten Staffel nichts von seiner Beziehung zu Freddie weiß. Auch er hat häufig nur einen sarkastischen Kommentar für Freddie übrig, liebt ihn jedoch ebenfalls.
- Frances de la Tour als Violet Crosby (Synchronsprecherin: Kerstin Sanders-Dornseif): Die lebenslustige, freigeistige Violet ist eine enge Freundin von Freddie und Stuart. Trotz ihres Alters hat sie ein Auge auf deren jugendlichen Nachbarn Ash geworfen.
- Iwan Rheon als Ash Weston (Synchronsprecher: Konrad Bösherz): Der 22-jährige, heterosexuelle Nachbar von Freddie und Stuart, der sich nach seinem Einzug schnell mit seinen schwulen Nachbarn anfreundet. Häufig besucht er die beiden, um von ihnen Rat für alle Lebenslagen zu erhalten.
- Marcia Warren als Penelope (Synchronsprecherin: Luise Lunow): Eine exzentrische alte Freundin von Freddie und Stuart, die häufig etwas zerstreut und geistesabwesend ist.
- Philip Voss als Mason (Synchronsprecher: Roland Hemmo): Der Bruder von Freddie, guter Freund von Stuart, der ebenso scharfzüngig wie die beiden ist.

## Ausstrahlung

### Großbritannien
Die erste Staffel von Vicious wurde mit sechs Episoden zwischen dem 29. April und dem 10. Juli 2013 ausgestrahlt. Dazu gesellte sich am 27. Dezember 2013 ein Weihnachtsspecial. Die zweite Staffel mit ebenfalls sechs Episoden wurde vom 1. Juni 2015 bis zum 6. Juli 2015 ausgestrahlt.

### Deutschland
Im deutschsprachigen Raum hat der Bezahlsender Passion die Rechte erworben und strahlte die erste Staffel ab dem 3. April 2014 aus. Die zweite Staffel wurde hingegen bisher noch nicht im deutschsprachigen Raum ausgestrahlt.

## Episoden

### Staffel 1 (2013)
- Episode 1: Wake (aufgezeichnet: 29. Januar 2013 / Fernsehpremiere: 29. April 2013)

Freddie und Stuart treffen sich mit ihren alten Freunden Violet, Penelope und Mason um bei einem Umtrunk gemeinsam eines verstorbenen Freundes zu gedenken. Auch ihr neuer Nachbar, der 22-jährige Ash, gesellt sich zu ihnen und trotz des Altersunterschieds muss er sich der Avancen von Violet erwehren. Freddie und Stuart versuchen Ashs sexuelle Orientierung herauszufinden. Dabei stellen sie sich so ungeschickt an, dass dieser ihre Absicht erkennt und ihnen sagt, dass er heterosexuell ist.
- Episode 2: Cheat (aufgezeichnet: 5. Februar 2013 / Fernsehpremiere: 6. Mai 2013)

Ash sucht Rat, wie er seine Exfreundin zurückgewinnen kann. Als Violet und Penelope mit ihm in einem Bekleidungshaus einkaufen gehen, erlangen sie den Verdacht, dass Stuart Freddie mit einem jüngeren Mann betrügt. Auch Freddie wird misstrauisch, erfährt dann jedoch, dass Stuart einen Job angenommen hat, um Freddie seinen gewünschten Mantel zu kaufen. Damit Stuart nicht seinen Stolz verliert, stellt sich Freddie ahnungslos und tut weiterhin so, als würde Stuart ihn betrügen.
- Episode 3: Audition (aufgezeichnet: 12. Februar 2013 / Fernsehpremiere: 13. Mai 2013)

Freddie will für eine kleine Nebenrolle in seiner Lieblingsserie vorsprechen. Da Ash sich nicht sicher ist, was er beruflich machen will, bietet Freddie ihm an, ihm bei der Vorbereitung für das Vorsprechen zu helfen, so dass er sich einige Tricks und Kniffe des Schauspielerhandwerks abschauen kann und es vielleicht auch mal versuchen kann. Als Freddie die Rolle bekommt, ist er überglücklich. Doch seine Freude weicht schnell, als er erfährt, dass Ash das Angebot für eine Filmrolle bekommen hat. Zwischenzeitlich sucht Violet Trost, weil ihr ungarischer Liebhaber sie nicht mehr sehen will.
- Episode 4: Clubbing (aufgezeichnet: 19. Februar 2013 / Fernsehpremiere: 20. Mai 2013)

Ash lädt Freddie, Stuart, Penelope und Mason in einen Nachtclub ein, in dem er neuerdings arbeitet. Dies führt zu einer Diskussion zwischen Freddie und Stuart, wer von den beiden der beliebtere und attraktivere ist. Als Freddie in dem Club schnell jüngere Leute kennenlernt, genießt er das zwar, muss jedoch schnell feststellen, dass er aufgrund seines Alters doch ein wenig fehl am Platz ist. Währenddessen reist Violet nach Argentinien, um dort einen Mann zu treffen, den sie im Internet kennengelernt hat.
- Episode 5: Dinner Party (aufgezeichnet: 26. Februar 2013 / Fernsehpremiere: 3. Juni 2013)

Freddie, dessen Schauspielkarriere gerade ein Tief hat, lädt Ash und seine neue Freundin Chloe zum Abendessen ein. Freddie und Stuart finden die naive und aufdringliche Chloe unsympathisch und sind genervt von dem schmalzigen Verhalten zwischen den beiden, versuchen jedoch sich nichts anmerken zu lassen. Im Laufe des Abends entwickelt sich zwischen Ash und Chloe ein handfester Streit, da auch Chloe die beiden nicht leiden kann, während Ash zu seinen Nachbarn steht. Auch Violet hat Probleme in Argentinien: der Mann, den sie im Internet kennengelernt hat, hat sie ans Bett gefesselt und ausgeraubt.
- Episode 6: Anniversary (aufgezeichnet: 5. März 2013 / Fernsehpremiere: 10. Juni 2013)

Freddie und Stuart planen anlässlich ihres anstehenden 49. Jahrestags eine abendliche Feier mit ihren Freunden Ash, Violet, Penelope und Mason. Als Ash früher am Tag an Freddies und Stuarts Telefon geht, erzählt er versehentlich Stuarts Mutter Mildred von der Party. Als Stuart erfährt, dass seine Mutter auch kommen wird, beschließt er, ihr endlich zu sagen, dass Freddie nicht nur sein Mitbewohner ist, sondern dass Freddie und er seit fast fünfzig Jahren ein Paar sind.
- Episode 7: Christmas Special (aufgezeichnet: 3. April 2013 / Fernsehpremiere: 27. Dezember 2013)

Da Weihnachten naht, planen Freddie und Stuart eine Weihnachtsfeier in ihrer Wohnung, zu der sie auch all ihre Freunde einladen. Obwohl eigentlich Stuart jedes Jahr zu Weihnachten das Essen zubereitet, willigt er ein, dass Ash das dieses Jahr übernimmt, da es ihm so viel bedeutet, für die anderen kochen zu dürfen. Doch es stellt sich heraus, dass Ash sich damit doch etwas zu viel zugemutet hat und er hoffnungslos überfordert ist. Um die lange Wartezeit auf das Weihnachtsessen zu verkürzen, spielen die anderen Wahrheit oder Pflicht, wobei pikante Details ans Tageslicht kommen, die bisher verschwiegen wurden.

### Staffel 2 (2015)
- Episode 8: Sister (Fernsehpremiere: 1. Juni 2015)

Als Violets wohlhabende Schwester Lillian nach Jahren ihren Besuch ankündigt, hat Violet Angst, ihre Schwester könne herausfinden, dass sie weniger erfolgreich ist. Um ihr zu helfen, beschließen Freddie und Stuart, Lillian etwas vorzuspielen. Stuart spielt Violets wohlhabenden Ehemann, während Freddie in die Rolle des Butlers schlüpft. Als auch noch Ash auftaucht, um seinen Nachbarn seine neue Freundin vorzustellen, geben sie ihn als Stuarts Sohn aus erster Ehe aus. Nachdem die Geschehnisse immer konfuser werden, will Violet ihrer Schwester die Wahrheit offenbaren – doch es kommt anders.
- Episode 9: Gym (Fernsehpremiere: 8. Juni 2015)

Da Freddie und Stuart das Gefühl haben, etwas für ihre körperliche Fitness tun zu müssen, begleiten sie Ash in sein Fitnessstudio. Dort lassen sie sich von einem attraktiven Trainer eine teure Mitgliedschaft verkaufen. Nachdem sie ihn auch noch zu sich nach Hause einladen und Ash nicht mehr beachten, wird dieser eifersüchtig und versucht dem Trainer Angst zu machen. Währenddessen entdecken Violet und Penelope wie gemütlich es in Freddies und Stuarts Wohnung sein kann, wenn die beiden nicht anwesend sind.
- Episode 10: Ballroom (Fernsehpremiere: 15. Juni 2015)

Als Ash mit seiner Freundin einen Tanzkurs besuchen will, beschließen Freddie, Stuart und Violet die beiden zu begleiten. Auch Penelope und Mason schließen sich an. Im Tanzkurs stellt sich schnell heraus, dass Stuart ganz im Tanzen aufgeht, während Freddie zwei linke Füße hat. Frustriert und voll gekränkter Eitelkeit beschließt Freddie, nicht mehr an dem Kurs teilzunehmen und so müssen die anderen alleine weitermachen. Währenddessen stellt sich heraus, dass der Tanzlehrer großes Interesse an Violet hat. Da Ash immer stärkere Gefühle für seine Freundin entwickelt, will er ihr einen Heiratsantrag machen.
- Episode 11: Stag Do (Fernsehpremiere: 22. Juni 2015)

Freddie und Stuart planen ihre Hochzeit. Da ihr Budget sehr begrenzt ist, hoffen sie, dass Freddies Vorsprechen für eine neue Rolle erfolgreich ist. Ash trifft sich unterdessen wieder mit seiner alten Freundin Chloe, die von Freddie und Stuart überredet wird, ohne Entlohnung als Hochzeitsplanerin das Fest zu organisieren. Beim Junggesellenabschied in Ashs winziger Wohnung kommt es allerdings zum Eklat zwischen den beiden Bräutigamen, da Freddie Stuart über das Ergebnis des Vorsprechens belogen hat.
- Episode 12: Flatmates (Fernsehpremiere: 29. Juni 2015)

Nachdem sich Freddie und Stuart zerstritten haben, beschließt Stuart bei Ash einzuziehen. Da in ihrer Wohnung gearbeitet wird, zieht Violet unterdessen bei Freddie ein. Doch Ash und Violet merken schnell, dass ein Zusammenleben mit Stuart beziehungsweise Freddie sehr unangenehm ist und so überlegen die beiden, wie sie das zerstrittene Paar wieder zusammenbringen können. Bei einem arrangierten Zusammentreffen von Freddie und Stuart in einem Restaurant, sprechen die beiden sich aus und ihnen wird bewusst, dass sie zusammengehören. Letztlich zieht Stuart wieder bei Freddie ein.
- Episode 13: Wedding (Fernsehpremiere: 6. Juli 2015)

Der große Tag ist gekommen: Freddie und Stuart heiraten. Während Penelope und Mason die Hochzeitstorte abholen, bereiten sich Freddie und Stuart in ihrer Wohnung auf die Hochzeit vor. Auch ihre Trauzeugen Ash und Violet freuen sich auf die Hochzeit – während Violet auf ihren wieder aufgetauchten Mann Jasper wartet, soll Ash sich um Stuarts Mutter Mildred kümmern. Doch die Hochzeit läuft anders als erwartet und Freddie, Stuart und ihre Freunde müssen erfahren, wie nahe Freude und Trauer liegen können.

### Abschieds-Special (2016)
- Episode 14: A Year (Fernsehpremiere: 19. Juni 2016 (USA) / 16. Dezember 2016 (GB))

Ca. 45-minütiges Special, das zum Abschluss der Serie Freddie, Stuart und ihre Freunde durch die Jahreszeiten eines ganzen Jahres begleitet.
Frühjahr: Freddie und Stuart genießen ihr Leben als frisch vermähltes Ehepaar und gönnen sich jeden erdenklichen Luxus von dem Geld, das sie von Stuarts Mutter geerbt haben. Obwohl sie versuchen, die Erbschaft vor ihren Freunden geheim zu halten, beginnen diese davon zu ahnen. Doch auch Freddie und Stuart lernen, dass Geld nicht ewig reicht.
Sommer: Alle Freunde kommen zusammen um Freddies Geburtstag zu feiern. Während Stuart an einem ganz besonderen Geschenk arbeitet, kommt eine Karte an, die Freddie ganz besonders zu schätzen weiß. Violet überrascht alle, indem sie verkündet, jetzt mit einer Frau zusammen zu sein. Doch sie merkt schnell, dass das nicht das richtige für sie ist und so versucht sie, diese Romanze zu beenden.
Herbst: Ash verkündet, dass er studieren will und für sein Studium für mehrere Jahre in die Vereinigten Staaten gehen wird. Während Stuart und Violet sehr traurig darüber sind, aber dennoch Ash ermutigen, sein eigenes Leben zu führen und diese Chance nicht zu vergeuden, gibt sich Freddie zunächst unbeeindruckt. Doch als der Tag des Abschieds gekommen ist, muss auch Freddie sich eingestehen, dass Ash ihm sehr ans Herz gewachsen ist und dass der Abschied ihn sehr schmerzt.
Winter: Freddie bereitet sich auf eine neue Rolle für ein Hörspiel vor. Mittlerweile ist ein neuer Mieter in Ashs alte Dachgeschosswohnung eingezogen. Als alle Freunde sich Weihnachten treffen, um Freddies Hörspiel im Radio zu hören, stößt auch der neue Nachbar dazu. Als dieser Freddie aufgrund einer Rolle in einer Fernsehserie erkennt, ist Freddie überglücklich.

## DVD-Veröffentlichung
Am 20. November 2013 wurde die erste Staffel mit Regionalcode 2 auf DVD veröffentlicht.

## Weiteres
- Am 14. Mai 2016 wurde beim Finale des Eurovision Song Contest 2016 ein 40-sekündiger Sketch gezeigt, der Ian McKellen und Derek Jacobi in ihren Rollen als Freddie Thornhill und Stuart Bixby zeigt, während sie im Wohnzimmer der Original-Kulisse den Eurovision Song Contest im Fernsehen anschauen.